# Логан (вождь)
Логан (ок. 1725 — 1780) — предводитель ирокезского племени минго в период, предшествовавший войне за независимость США. Фактически был не вождём, а главой деревни, однако пользовался большим авторитетом и поддерживал хорошие отношения с белыми поселенцами. Несмотря на это, белые поселенцы убили всю его семью. В ответ на это Логан вместе с десятком своих сторонников начал устраивать кровавые вылазки против белых, которые в 1774 году переросли в Войну Данмора. Логан получил известность как автор речи «Жалоба Логана» (англ. Logan’s Lament), которую он предположительно произнёс по окончании войны. Подлинность данной речи оспаривается учёными.

## Споры о происхождении
Исследователи согласны в том, что Логан был сыном Шикеллами, влиятельного переговорщика Ирокезской конфедерации. С другой стороны, историк Э. Уоллес (Anthony F. C. Wallace) писал, что «неизвестно, какой именно из сыновей Шикеллами прославился как Логан-оратор». Логану приписывали такие индейские имена, как Tah-gah-jute, Tachnechdorus («Tachnedorus», «Taghneghdoarus»), Soyechtowa, Tocanioadorogon, Talgayeeta, «великий минго», Джеймс Логан и Джон Логан.
Имя «Tah-gah-jute» было популяризировано в 1851 году благодаря книге Бранца Майера (Brantz Mayer) под названием Tah-gah-jute: or Logan and Cresap. Историк Френсис Дженнингс писал, что книга Майера «была ошибочной, начиная с первого слова названия» и отождествлял Логана с Джеймсом Логаном, известным также как Soyechtowa и Tocanioadorogon. Историки, согласные с тем, что Логан-оратор не носил имя «Tah-gah-jute», иногда отождествляют его с индейцем Tachnechdorus, хотя, по мнению Дженнингса, Tachnechdorus был старшим братом Логана.
Отец Логана, Шикеллами, принадлежал либо к племени каюга, либо к племени онайда, и тесно сотрудничал с пенсильванским чиновником Джеймсом Логаном в поддержке отношений с Пенсильванией, основанной на «Договорной Цепи». В честь друга своего отца его сын принял имя «Джеймс Логан».
Ирокезы, мигрировавшие в округ Огайо, получили от соседей название «минго». Логана из племени минго нередко называют «вождь», однако историк Ричард Уайт утверждает: «Он не был вождём. Вождями минго были Гуйясута (Каяшута) и Белый Минго. Логан был военным предводителем….» Как и его отец, Логан поддерживал дружеские отношения с белыми переселенцами от восточной Пенсильвании и Виргинии до Огайо, ныне штаты Огайо, Западная Виргиния, Кентукки и Пенсильвания.

## Бойня у Жёлтого Ручья
Дружеские отношения Логана с белыми изменились после так называемой Бойни у Жёлтого Ручья 30 апреля 1774 года, когда группа вирджинских приграничных поселенцев, во главе которых стоял молодой бандит Дэниэл Грейтхауз, убила 21 человека из племени минго, среди которых были мать, дочь, брат, племянник, сестра и двоюродная сестра Логана в устье Жёлтого Ручья близ современного Уэлсвилля (штат Огайо). Убитая дочь Логана, Тунай, была на последнем сроке беременности. Её пытали и выпотрошили внутренности, пока она была жива. Скальп сняли как с неё, так и с плода, который вырезали из неё. С прочих минго также сняли скальпы. Логан потребовал мести. Снятие скальпа, по верованиям индейцев, означало объявление войны.
Влиятельные племенные вожди — Стебель Кукурузы (шони), Белые Глаза (ленапе) и Гуйясута (сенека и минго) пытались вести переговоры о мирном урегулировании конфликта, однако по индейским обычаям Логан имел право на месть и намеревался им воспользоваться. Вожди взяли с Логана обязательство, чтобы его месть касалась лишь жителей Виргинии, но не Пенсильвании.
Объединив вокруг себя банду из 13 членов племён шони и минго, Логан стал нападать на поселения к западу от реки Мононгахила. Он и его воины убили многих поселенцев, включая женщин и детей. Началось паническое бегство белых поселенцев из этих мест, и в результате губернатор Виргинии Джон Мюррей (лорд Данмор) объявил войну племенам минго и шони, которая получила название война Данмора. Как современники, так и позднейшие историки высказывали подозрения, что Данмор нарочно спровоцировал войну резнёй у Жёлтого Ручья, намереваясь захватить у индейцев Огайо до того, как это сможет сделать соперничающая колония Пенсильвания.

## «Жалоба Логана»

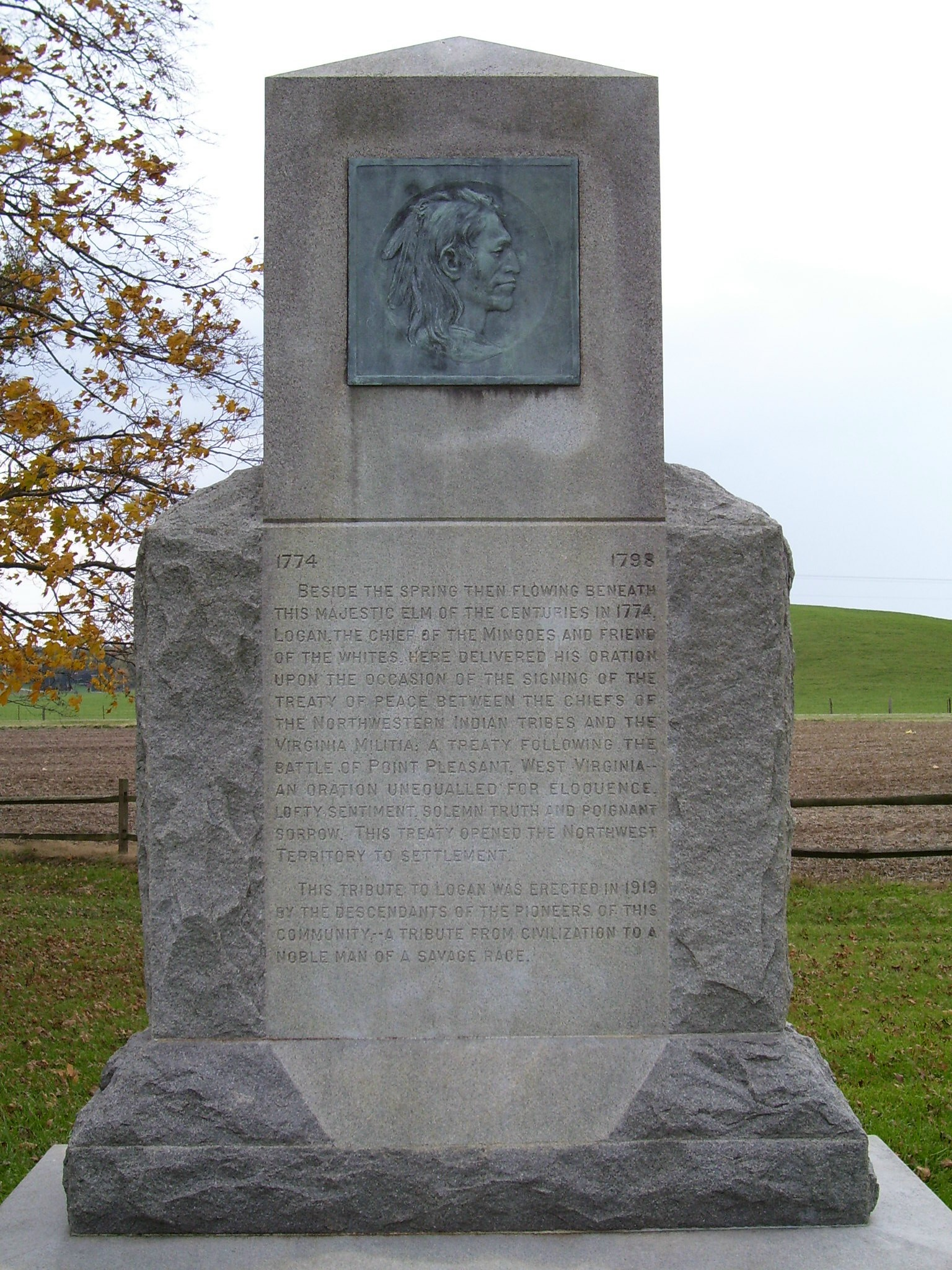
Памятник Логану в Государственном мемориале Logan Elm в округе Пикэвэй, штат Огайо. На обороте памятника выгравирован текст «Жалобы Логана»

Логан, предположительно, не участвовал в битве у Пойнт-Плезант, единственном крупном сражении Войны Данмора. После этого сражения армия Данмора вступила в округ Огайо и заставила местных индейцев согласиться на мирный договор. По преданию, Логан отказался присутствовать на переговорах, произнеся речь, которая стала знаменитой:
Я обращаюсь к любому белому человеку, чтобы сказать, разве когда-нибудь он приходил в хижину Логана голодным и не получал мяса; разве он когда-нибудь приходил нагим и озябшим, и не получал одежды. Во время последней долгой и кровавой войны Логан сохранял спокойствие в своей хижине и был сторонником мира. Такова была моя любовь к белым, что мои соплеменники, проходя мимо, показывали и говорили: Логан — друг белых людей. Я даже думал жить вместе с вами, если бы не оскорбление, нанесённое одним человеком. Прошлой весной полковник Майкл Кресап хладнокровно, без какой-либо провокации, убил всех родственников Логана, не пощадив даже моих женщин и детей. Теперь не течёт ни капли моей крови в жилах какого-либо живого существа. Это обязывает меня отомстить. Я искал мести, я убил многих, я полностью удовлетворил свою месть. Ради моей страны я радуюсь в лучах мира. Но не питайте надежды, что меня остановило чувство страха. Логан никогда не чувствовал страха. Он не повернёт своих шагов, чтобы спасти свою жизнь. Есть ли кто-либо, кто будет оплакивать Логана? Никто.
Речь была отпечатана в колониальных газетах, а в 1782 году Томас Джефферсон перепечатал её в своей книге «Заметки о штате Виргиния». Достоверность этой речи является предметом споров. Дерево, под которым Логан якобы произнёс свою речь, получило известность как «Вяз Логана».

## Поздние годы и наследие
Обстоятельства последних лет жизни Логана неясны. Наряду со многими другими индейцами из Огайо он участвовал в Войне за независимость Америки и был, вероятно, убит в 1780 году около Детройта.
В честь Логана назван ряд топонимов, например, город и округ в штате Огайо, а также округ, парк и город в Западной Виргинии.